# Alamo (Tennessee)
Alamo is een plaats (town) in de Amerikaanse staat Tennessee, en valt bestuurlijk gezien onder Crockett County.

## Demografie
Bij de volkstelling in 2000 werd het aantal inwoners vastgesteld op 2392.
In 2006 is het aantal inwoners door het United States Census Bureau geschat op 2355, een daling van 37 (-1,5%).

## Geografie
Volgens het United States Census Bureau beslaat de plaats een oppervlakte van
5,6 km², geheel bestaande uit land. Alamo ligt op ongeveer 101 m boven zeeniveau.

## Plaatsen in de nabije omgeving
De onderstaande figuur toont nabijgelegen plaatsen in een straal van 20 km rond Alamo.